# Coppa della Colonnetta 1932

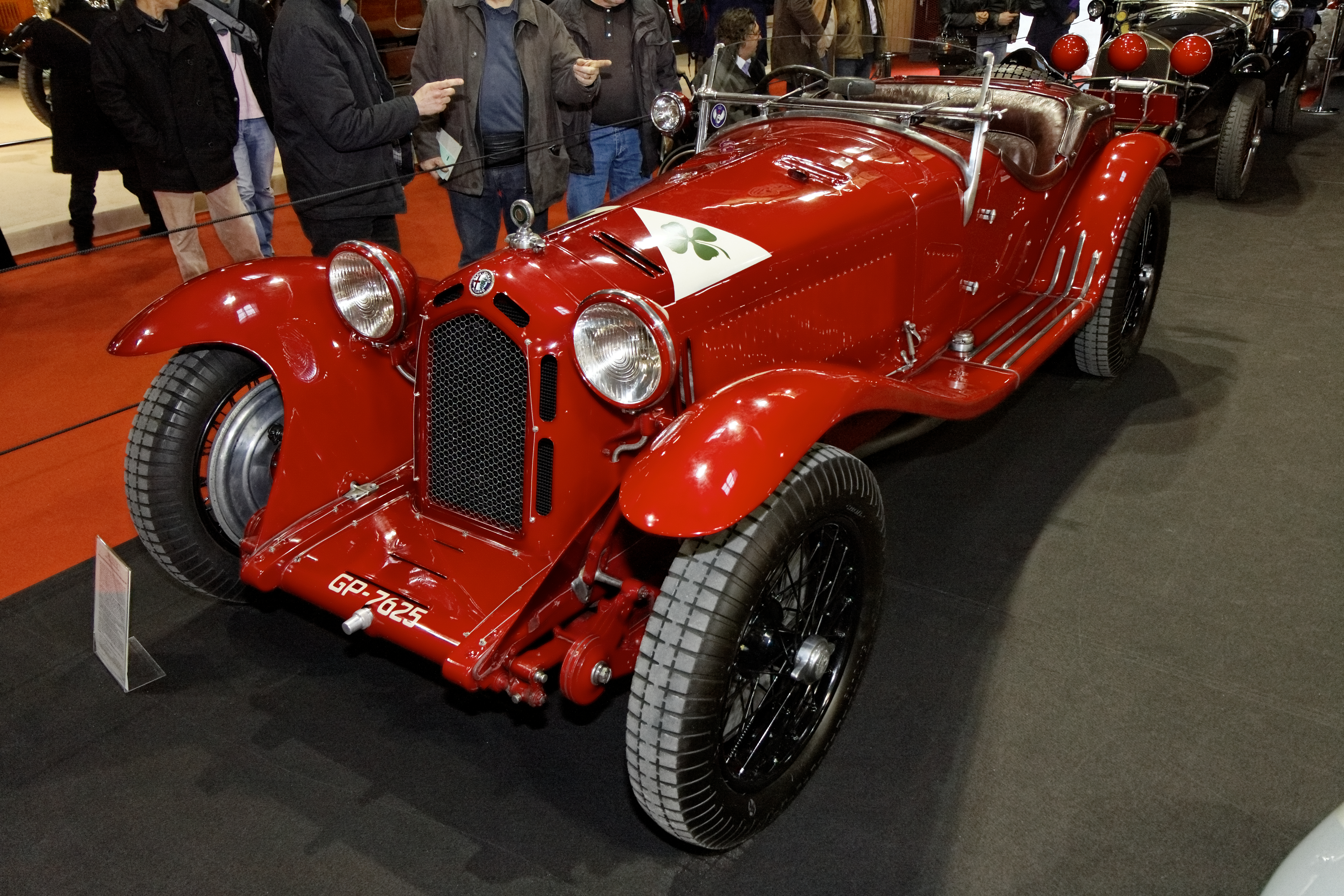
Alfa Romeo 8C 2300MM, Siegerwagen von Mario Tadini

Die Coppa della Colonnetta 1932, auch Chieti, fand am 12. Mai 1932 auf einem Rundkurs in der Stadt Chieti statt.

## Das Rennen
Das Rennen auf dem 18,6 Kilometer langen Rundkurs endete mit dem Sieg des Ferrari-Werkspiloten Mario Tadini. Tadini hatte 1929 Enzo Ferrari bei der Gründung seines Rennstalls unterstützt und ging Anfang der 1930er-Jahre auch als Rennfahrer für die Scuderia an den Start. In Chieti gewann er auf einem Alfa Romeo 8C 2300MM mit einem Vorsprung von 19 Minuten auf Lelio Pellegrini, der einen Itala fuhr.

## Ergebnisse

### Schlussklassement
| 1           |  | 24 | Scuderia Ferrari | Mario Tadini     | Alfa Romeo 8C 2300MM | 6 |
| 2           |  |    |                  | Lelio Pellegrini | Itala                | 6 |
| 3           |  |    |                  | Cesare Renzi     | Bugatti              | 6 |
| 4           |  |    | XXX              | XXX              |                      |   |
| 5           |  |    | XXX              | XXX              |                      |   |
| 6           |  |    | XXX              | XXX              |                      |   |
| 7           |  |    | XXX              | XXX              |                      |   |
| 8           |  |    | XXX              | XXX              |                      |   |
| 9           |  |    | XXX              | XXX              |                      |   |
| Ausgefallen |  |    |                  |                  |                      |   |
| 10          |  |    | XXX              | XXX              |                      |   |

XXX in der Tabelle steht für Teilnehmer unbekannt.

### Nur in der Meldeliste
Zu diesem Rennen sind keine weiteren Meldungen bekannt.

### Klassensieger
Zu diesem Rennen sind keine Klassensieger bekannt.

### Renndaten
- Gemeldet: 10
- Gestartet: 10
- Gewertet: 9
- Rennklassen: unbekannt
- Zuschauer: unbekannt
- Wetter am Renntag: unbekannt
- Streckenlänge: 18,600 km
- Fahrzeit des Siegerteams: 1:12:02,200 Stunden
- Gesamtrunden des Siegerteams: 6
- Gesamtdistanz des Siegerteams: 111,600 km
- Siegerschnitt: 92,950 km/h
- Pole Position: keine
- Schnellste Rennrunde: Mario Tadini – Alfa Romeo 8C 2300MM (#24) – 11:40,8 – 95,530 km/h
- Rennserie: zählte zu keiner Rennserie